# Аґлое
Аґлое (англ. Agloe) — вигадане місце в окрузі Делавер (штат Нью-Йорк), що стало справжнім географічним об'єктом.
У 1930-х роках засновник компанії General Drafting, що займалась розробкою шляхових мап, Отто Ґ. Ліндберг і його асистент Еернест Алперс вписали анаграму зі своїх ініціалів на перехресті ґрунтових доріг в горах Катскілл: NY 206 і Мортон Гілл, на північ від села Роское. Вони придумали це містечко як копіпастку (спосіб викрити порушення авторських прав).
В 1950-х роках на тому перехресті виник сільський універмаг, який дістав назву Універмаг Аґлое, тому що назва Аґлое була на мапах Esso. Згодом слово Аґлое з'явилось на мапах ще одного розробника мап Rand McNally після того як ця фірма одержала таку назву «містечка» від адміністрації округу Делавер. Коли компанія Esso пригрозила подати до суду на Rand McNally за, як вони вважали, порушення авторських прав, яке копіпастка була викрила, то компанія Rand McNally відповіла, що це місце вже стало реальним географічним об'єктом, а отже про порушення вже не може йти мова. Зрештою універмаг припинив роботу, але назва Аґлое продовжувала з'являтись на мапах до 90-х років. Нині її вже не вписують. Також це «містечко» було присутнім на Google Maps до березня 2014 року. У лютому 2014 року Геологічна служба США додала запис «Аґлое (не офіційно)» до своєї Інформаційної системи географічних назв.
Agloe відіграє важливу роль у сюжеті роману Джона Ґріна під назвою Паперові міста.